# センター郡区 (アイオワ州アラマキー郡)
センター郡区は、アメリカ合衆国、アイオワ州、アラマキー郡にある18の郡区の一つである。2000年の国勢調査で、人口は333人だった。

## 地理
センター郡区は、94.2平方キロメートル（36.39平方マイル)で、組み込まれている自治体(incorporated settlements)は存在しない。アメリカ地質調査所によると、この郡区はCenter BaptistとElonとFaegre PrairieとLutheranとOld East Paint CreekとOld West Paint CreekとReynolds PlotとRoese PlotとWest Paint Creek Synodの9つの霊園が含まれている。